# Gran Plaza Los Soles
Gran Plaza Los Soles es un centro comercial del tipo fashion mall ubicado al oriente de la ciudad de Heróica Zitácuaro, Michoacán, México, propiedad de los empresario mexicano de origen zitacuarense, Ruiz Ambriz, encabezado por el empresario mexicano y administrador general del centro comercial, Alejandro Ruiz Ambriz. La obra inició sus operaciones el 13 de enero de 1996 inicialmente bajo el nombre de Plaza Sol con la inauguración del complejo cinematográfico Cinemas Leo. El complejo comercial fue reinaugurado el 24 de septiembre de 2020 bajo el nombre de Gran Plaza Los Soles con la apertura de la tienda departamental Suburbia, encabezado por el subdirector de Operaciones del Distrito Bajío de Suburbia, Josué Santaella Hernández en conjunto con la Gerente de Suburbia Zitácuaro, Cecilia García.

## Historia
El complejo comercial inició sus operaciones el 13 de enero de 1996 bajo el nombre de Plaza Sol con la inauguración del complejo cinematográfico local Cinemas Leo, propiedad de los empresarios mexicanos de origen zitacuarense Ruiz Ambriz, en el que a partir de su apertura, el centro comercial iniciaría su proceso de aperturas de establecimientos, entre ellos Óptica Americana, el Restaurante Dips y la sucursal bancaria BBVA.
El 18 de diciembre de 2016, el Gobierno Municipal de Zitácuaro en coordinación con el sistema para el Desarrollo Integral de la Familia del municipio de Zitácuaro, llevaron a cabo el programa social Dando Sonrisas dentro de las instalaciones de Cinemas Leo del entonces centro comercial Plaza Sol, el cual el DIF Municipal de Zitácuaro recaudó juguetes a a los niños de las comunidades y colonias del municipio de Zitácuaro a través de una matiné del cine.
El 31 de agosto de 2019, Plaza Sol inició su proceso de reconstrucción, remodelación y ampliación del complejo comercial, el cual fue renombrada a Gran Plaza Los Soles, cuya reconstrucción se generó un total de 800 empleos. El complejo comercial fue reinaugurado el 24 de septiembre de 2020 con el inicio de operaciones de la tienda departamental Suburbia, cuyo corte de listón inaugural fue encabezado por el subdirector de Operaciones del Distrito Bajío de Suburbia, Josué Santaella Hernández en conjunto con la Gerente de Suburbia Zitácuaro, Cecilia García, el cual se generó un total de 55 empleos directos para la comunidad zitacuarense durante su apertura, en el que a partir de allí, Gran Plaza Los Soles inició su proceso de aperturas de establecimientos de manera paulatina.
El 28  de abril de 2022, en el marco del Día del Niño, el Gobierno Municipal de Zitácuaro en coordinación con el sistema para el Desarrollo Integral de la Familia del municipio de Zitácuaro, llevaron a cabo el programa social Dia del Niño en Cinemas Leo, esto dentro de las instalaciones de Cinemas Leo del centro comercial Gran Plaza Los Soles, cuyo programa social fue encabezado por la presidenta honoraria del DIF, Vanessa Ixtláhuac, en conjunto con el entonces presidente municipal de Zitácuaro, Juan Antonio Ixtlahuac Orihuela, esto con el objetivo de promover la sana infancia y el desarrollo de la niñez zitacuarense a través de funciones de cine a más de 4 mil alumnos provenientes de las escuelas preescolar y primaria del municipio de Zitácuaro, el cual se entregaron 500 boletos a las y los alumnos de la escuela primaria Francisco I. Madero, cuyo programa social terminó el 29 de abril de 2022.
El 5 de noviembre de 2022, en el marco del Día de los Muertos en México, se llevó a cabo el Festival de Día de Muertos Miktlan dentro de las instalaciones del centro comercial Gran Plaza Los Soles, cuyo evento fue encabezado por el administrador general y propietario del centro comercial Gran Plaza Los Soles, el empresario Alejandro Ruiz Ambríz, en conjunto con Carlo Omar Tello y el contador de la plaza como organizadores del evento, esto con el objetivo de generar un punto de encuentro y acercamiento entre artistas, empresarios y ciudadanía, así como de marcar las bases para ser una alternativa para la población zitacuarense, fomentar el desarrollo turístico y comercial en el municipio de Zitácuaro, y fomentar las tradiciones mexicanas en el marco del día de los muertos, el cual se llevaron a cabo actividades como venta de bazar, el cual se contó con la participación de 20 negocios locales, así como una galeria de arte, cantantes invitados, desfile de modas, talleres de dibujo, conferencias, entre otras actividades realizadas dentro del complejo comercial zitacuarense.
El 19 de mayo de 2023, el presidente municipal de Zitácuaro, Juan Antonio Ixtlahuac Orihuela, en conjunto con los propietarios del centro comercial, la familia Ruiz Ambriz, realizaron la supervisión de la construcción del complejo de salas de cine Cinépolis dentro del centro comercial Gran Plaza Los Soles, cuyo complejo cinematográfico contó con una inversión privada de 60 millones de pesos además de generar 150 empleos totales para su construcción, el cual el presidente municipal de Zitácuaro, Juan Antonio Ixtlahuac Orihuela, destacó que dicha inversión privada tendrá como objetivo impulsar el crecimiento económico del municipio bajo la finalidad de posicionar al municipio  de Zitácuaro como otro destino económico de Michoacán. Posteriormente, el 13 de agosto del mismo año, el complejo de salas de cine Cinemas Leo terminó sus operaciones, cuyo cierre fue debido a la integración del complejo de salas de cine Cinépolis al complejo comercial Gran Plaza Los Soles.
El 16 de agosto de 2023, inició sus operaciones el complejo de salas de cine de la cadena mexicana Cinépolis dentro del centro comercial Gran Plaza Los Soles, cuyo corte de listón inaugural fue encabezado por el presidente municipal de Zitácuaro, Juan Antonio Ixtlahuac Orihuela, en conjunto con la presidenta del DIF Municipal de Zitácuaro, Vanessa Ixtláhuac; los propietarios del centro comercial Gran Plaza Los Soles, la familia Ruiz Ambriz y el presidente del Consejo de Administración de Cinépolis y Organización Ramírez, el Ingeniero Enrique Ramírez Villalón, el cual dicho complejo de siete salas de cine se contó con una inversión total de 75 millones de pesos además de la generación de 90 empleos directos a partir de su apertura.
Posteriormente, el 31 de agosto de 2023, como parte del proceso de aperturas de establecimientos del centro comercial Gran Plaza Los Soles, inició sus operaciones la heladería mexicana Nutrisa, dentro del complejo comercial Gran Plaza Los Soles, cuyo corte de listón inaugural fue encabezado por el presidente municipal de Zitácuaro, Juan Antonio Ixtlahuac Orihuela, esto con el objetivo de impulsar la economía local y la generación de empleos del municipio a través de la inversión privada en la instalación y apertura de empresas y negocios de índole nacional.
El 4 de diciembre de 2024, como parte del proceso de aperturas de establecimientos del complejo comercial, inicia sus operaciones la tienda omnicanal Liverpool Express de la cadena departamental mexicana El Puerto de Liverpool. 

## Características
Gran Plaza Los Soles consta de un centro comercial estilo fashion mall estructurado a dos plantas ubicado al oriente de la ciudad de Heróica Zitácuaro, Michoacán, México, el cual se encuentra bajo administración y propiedad de los empresarios mexicanos Ruiz Ambriz, el cual es encabezado por el empresario zitacuarense, Alejandro Ruiz Ambriz, administrador general de Gran Plaza Los Soles.
Empresarial y comercialmente, el centro comercial está conformado con tres tiendas ancla conformadas por una tienda departamental, una tienda omnicanal y un complejo de 7 salas de cine de la cadena mexicana Cinépolis. En tanto, los espacios restantes la conforman establecimientos en las divisiones de ropa, calzado, accesorios, artículos del hogar, cuidado personal, telefonía celular, óptica, laboratorio médico, restaurantes, cafetería, heladería, puestos de comida y sitios de entretenimiento, entre otros giros de índole local, estatal, nacional e internacional.